# Thai boksz
A thai boksz, eredeti nevén muaj thai (thai nyelven มวยไทย, angol átírással Muay Thai) Thaiföldről származó, pusztakezes harcművészet. Eredetileg mindenfajta felszerelés nélkül művelték, ma a sportolók egységesített szabályok szerint, ökölvívó kesztyűben és védőfelszerelésben küzdenek, de léteznek úgynevezett hagyományos thaiboksz-mérkőzések is, ahol a védőfelszerelést elhagyják. A thai bokszot a „nyolc végtag tudományának” is nevezik, mivel a küzdelem során a bokszoló nem csak az ökleit, de a lábát, a térdét és a könyökét is használhatja. Világszerte több szervezet is rendez világbajnokságokat, több súlycsoportban, férfi és női kategóriában egyaránt. 2021-ben a Nemzetközi Olimpiai Bizottság teljes jogú olimpiai sportként ismerte el.

## Története
A muaj thai története szorosan kapcsolódik a thai nép történetéhez, de eredetét és fejlődését jórészt legendákból lehet csak megismerni. Egyes elméletek szerint a thai boksz több mint kétezer éves, de csupán 700 évre visszamenőleg találni dokumentációt róla. A legkorábbi említésére példa a 13. században található, ahol az első thai királyság királyi palotájában már volt külön muaj thai gyakorlására kijelölt terület és küzdőtér is, ahol mérkőzéseket tartottak. A thaiok korai történelmében gyakori háborúk miatt a muaj thai kezdetektől fogva a hadsereg kiképzésében is szerepet játszott. Maguk a királyok is szívesen tanulták ezt a harcművészetet, egy legenda szerint Suriyenthrathibodi (สมเด็จพระสุริเยนทราธิบดี, más néven a Tigriskirály; 1703–1709) olyannyira szerette a muaj thait, hogy gyakorlásképpen álruhában közemberekkel is ringbe szállt. Ekkor élte a thai boksz a fénykorát is.
1350-ben Ayutthaya székhellyel jött létre egy újabb thai királyság, mely egészen 1767-ig létezett. Ebben az időszakban számos thaiboksz-legenda született, az első legendás harcos Nagy Naresuan király volt (สมเด็จพระนเรศวรมหาราช; 1590–1605). Naresuan kilencévesen burmai fogságba esett, hat évvel később a burmai király azt a feltételt szabta szabadulásához, hogy le kell győznie a burmai bajnokot. Narusean győzött, így hazatérhetett, később királyként pedig felszabadította Sziámot a burmai elnyomás alól. Más legendák szerint nem Naresuan volt, aki így szerezte vissza szabadságát, hanem egy Nai Khanomtom nevű harcos, aki jóval később élt. A thaiok másik legendás harcos királya Taksin (สมเด็จพระเจ้าตากสินมหาราช, 1768–1782) volt, aki sikerrel harcolt a fővárost földig romboló burmaiak ellen. A hiedelem szerint mind Naresuan, mind Taksin az ayutthayai Buddhai Sawan templomban tanulta a thai bokszot, illetve a fegyveres krabi krabongot északról származó buddhista mesterektől. Az 1350 körül épült szentély évszázadokon át szolgált harcművészeti iskolaként.
A legenda szerint a thai bokszolók külföldiekkel szemben 1788-ban arattak győzelmet, amikor I. Ráma király uralkodása alatt két francia ökölvívó járta a sziámi provinciákat és pénzért bokszoltak. A legenda szerint a hírük a király fülébe is eljutott, aki úgy döntött, magas díjazású meccset szervez a két francia és Muen Phlaan, az akkori egyik legnevesebb muaj thai mester között, aki legyőzte a korábban veretlen franciákat. V. Ráma király ugyancsak nagy rajongója volt a sportnak, számos viadalt rendeztetett és a legjobb harcosoknak maga választotta ki a ringben használt nevét. VI. Ráma 1921-ben Rózsakert néven rendezett bajnokságot, mely a thai boksz történetének legnagyobb szabású rendezvénye volt, minden tartományból odasereglettek a legjobb harcosok, de kínai, burmai és indiai versenyzők is érkeztek. A hatalmas nézőközönséget vonzó esemény bevételeiből a királyság fegyvereket vásárolt. VI. Ráma azt is megengedte, hogy az egyszerű alattvalók saját ringeket, iskolákat építsenek és saját thaiboksz-versenyeket rendezzenek. Az ő idejében építették meg az első modern thaiboksz-ringet, melyet kötelekkel zártak körbe, a versenyen két bíró volt, a versenyzők kezét akkoriban még szalagokkal tekerték be, nem használtak kesztyűt. Az időt sajátságos módon mérték, egy vízzel telt tálba kilyukasztott kókuszdióhéjat tettek, a menetnek akkor volt vége, amikor a kókuszdió teljesen elmerült. A kor legismertebb thai bokszolója egy Yang Hanthale nevű férfi volt, aki egy híres mérkőzésen legyőzött egy kínai saolint.
A külföldiek először az első világháború ideje alatt fedezték fel a thai bokszot, a Le Sport Orient című francia lap „izgalmas, furcsa és különleges” sportnak titulálta a muaj thait.
Az első állandó ökölvívó stadiont 1945-ben építették fel Bangkokban, a Rajadamnern Stadion a mai napig is az egyik legismertebb küzdőhely, saját bajnoki sorozattal, a másik ilyen stadion a Lumpini. Az itt rendezett mérkőzéseket a televíziók élőben közvetítik Thaiföldön.
A sportot először az 1960-as évek elején, a Seattle-i világkiállításon ismerte meg az USA; Európában pedig az 1970-es években kezdtek komolyabban érdeklődni iránta. 1984-ben Amszterdamban megalakult a World Muay Thai Association, Thaiföld, Hollandia, Spanyolország, az Egyesült Királyság, Franciaország, Olaszország, Svédország és Norvégia részvételével. 1986-ban megalakult az International Federation of Muay Thai Amateurs, mely amatőr mérkőzéseket szervezett, ahol kötelező volt a védőfelszerelés használata. Az amatőr mérkőzések bevezetése elősegítette a thai boksz népszerűségének terjedését, mivel a sport gyakorlása így biztonságosabbá vált. Thaiföldön 1994-ben rendeztek először nemzetközi versenyt, Királyi Kupa címen; a második alkalommal, 1997-ben már 25 nemzet részvételével. Európában először 1997-ben rendeztek amatőr Európa-bajnokságot.

## Harcmodor
A muaj thai több tekintetben különbözik a karatétól és a kungfutól; a rúgásokat és ütéseket teljes erőből viszik be, nem fogják vissza őket. Fénykorának idején, a Tigris király uralkodása alatt súlycsoportok, és szabályok nélküli, szabad küzdelemről volt szó. Csupasz lábakkal harcoltak, az alkarokat néha kenderrel tekerték körbe. Amennyiben mindkét harcos beleegyezett, a kezükre törött üveget erősítettek.
A harcosok még ma is mezítláb küzdenek, bokagumit viselve lábukon és ökölvívó kesztyűt a kezükön. Manapság is nagy népszerűsége van az úgynevezett bandázs harcnak. Ekkor a harcosok nem viselnek kesztyűt, csak bandázst a kezükön. A formagyakorlatok, „katák” mára már eltűntek a gyakorlás repertoárjából. A koncentrációt, az erőt, a reflexeket, az időzítést állandó küzdőgyakorlatokkal fejlesztik. Ezen kívül rúgó és ütőzsákokon gyakorolnak. A szükségtelen sérülések elkerülése érdekében az edzéseken védőfelszerelésben gyakorolnak. A zene, a tradicionális tánc (vai khru és ram muaj), amit a mérkőzések előtt, valamint a mérkőzések alatt játszanak, speciális vonzerőt és megkülönböztetést kölcsönöz a muaj thainak. A küzdelmet ritmikusan követő zenekarban dob, pengetős és jávai fúvós hangszer szerepel.
A harc előtti rituálé a vai khru (tisztelet a mesternek). Ezután a harcos eltáncolja a ram muajt. Ezáltal a harcos megtisztítja a szívét a félelemtől, és felkészül a küzdelemre. Közvetlenül a mérkőzés megkezdése előtt veszik le a mongkont, azt a fejpántot, amit a rituálé alatt a fejük köré tekerve viselnek, ami a hagyományos viselet része. A mongkon állítólag az ősi időkben rongyba tekert imatekercsekből állt, amit olyan szorosan tekertek a fejre, az a küzdelmek alatt sem jött le. A harcosok úgy tartották, hogy ez megvédi őket a szerencsétlen sérülésektől.

## A művészetekben
A muaj thai iránti érdeklődés világszerte megnövekedett Jean-Claude Van Damme 1989-es Kickboxer – Vérbosszú Bangkokban című filmjét követően. 2005-ben az Ong-bak – A thai boksz harcosa című thaiföldi akciófilm világhírnevet szerzett Tony Jaa harcművésznek.